# Probaryconus splendidus
Probaryconus splendidus är en stekelart som först beskrevs av Alan Parkhurst Dodd 1913.  Probaryconus splendidus ingår i släktet Probaryconus och familjen Scelionidae. Inga underarter finns listade i Catalogue of Life.